# فراکفامید

فراکفامید (انگلیسی: Frakefamide) نوعی ترکیب شیمیایی است که در ساختار خود دارای سی عدد اتم کربن می باشد.